# Pont del Molí d'en Bertran
Pont del Molí d'en Bertran és un pont del municipi d'Albanyà inclòs en l'Inventari del Patrimoni Arquitectònic de Catalunya.

## Descripció
Situat al nord-oest del nucli urbà de la població d'Albanyà, sobre el curs del riu Muga i a migdia de la masia del Bertran, al costat del coll del Pincaró.
Pont format per tres arcs de mig punt, el central de dimensions molt més grans que els dos laterals. Presenta dos contraforts de refoç situats en una de les cares de l'estructura mentre que a l'altre costat hi ha dos tallamars de secció semicircular. El pont presenta petites baranes i conserva l'empedrat primitiu per on es circulava, disposat en forma d'esquena d'ase. En un dels tallamars de l'estructura hi ha una placa commemorativa gravada amb la inscripció "PONT FET PER YSIDRO BERTRAN 1891".
L'estructura està bastida en pedra sense treballar de diverses mides, lligada amb abundant morter de calç.

## Història
Segons la inscripció situada en un dels tallamars de l'estructura, el pont fou bastit per Ysidro Bertran l'any 1891.